# 여기 용들이 있다

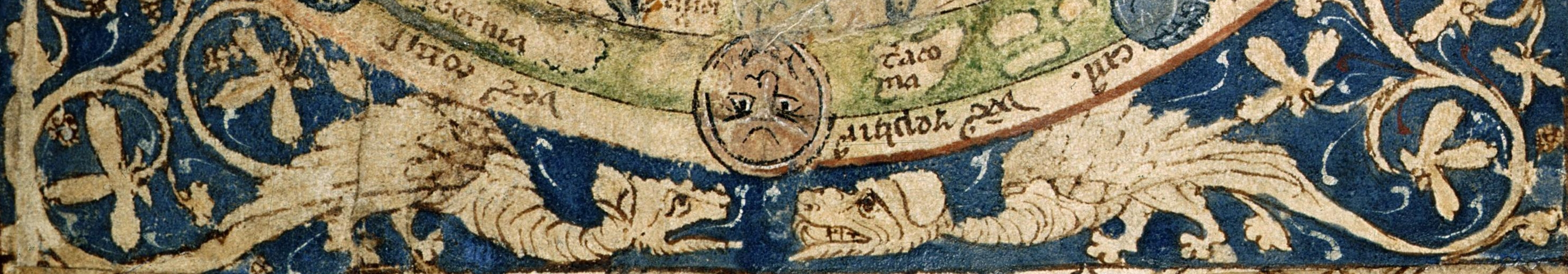
1265년에 제작된 세계지도에 등장하는 문구.

여기 용들이 있다 (라틴어: hic sunt dracones)는 초기의 세계 지도에서 등장하는 문구로 잠재적인 위험이 존재한다고 예상되는 미발견 지역에 드래곤, 크라켄과 같은 괴물의 삽화와 함께 등장하는 문구이다.